# Katrin Moeller
Katrin Moeller (* 22. November 1967 in Wismar) ist eine deutsche Historikerin und Leiterin des Historischen Datenzentrums Sachsen-Anhalt.

## Leben
Katrin Moeller studierte nach einer Berufstätigkeit als Kindergärtnerin in der DDR ab 1991 Geschichte, Erziehungswissenschaften und Soziologie an der Universität Rostock. Nach Abschluss des Studiums erfolgte 2002 die Promotion zu den Hexenverfolgungen in Mecklenburg.
Seit 2002 ist sie dauerhafte wissenschaftliche Mitarbeiterin an der Professur für Wirtschafts- und Sozialgeschichte der Martin-Luther-Universität Halle.
Zwischen 1997 und 2015 war sie Onlineredakteurin des Portals Hexenforschung im Historicum.net. Das Portal war innerhalb der Geschichtswissenschaften ein sehr frühes und beispielgebendes Angebot zum digitalen Publizieren und Open Access.
2008 erfolgte die Gründung des Historischen Datenzentrums Sachsen-Anhalt, um für digitale Publikationen und Datensammlungen Möglichkeiten der langfristigen Sicherung zu schaffen, die heute über FAIR-Prinzipien diskutiert werden. Das Historische Datenzentrum versteht sich als Verlag für Daten und unterstützt Forschende bei der Modellierung, Erhebung, Kuration, Dokumentation und Publikation von historischen Daten und war eine der ersten Einrichtungen in den Geisteswissenschaften, die sich mit Fragen der Datenpublikation beschäftigte. Gemeinsam mit Christina von Hodenberg sicherte, digitalisierte und erschloss sie die Bonner Gerontologische Längsschnittstudie.
Forschungsinteressen beziehen sich neben der Hexenforschung vor allem auf die Erforschung von Lebens- und Erwerbsverläufen durch Einsatz von digitaler Methoden (Massendatenanalyse, Record Linkage, Berufsklassifikation, Entitätenextraktion), Digital Humanities und Digital History, Historische Demografie, Stadt- und Kulturgeschichte und Gender Studies. Sie engagiert sich innerhalb der Geisteswissenschaften für Forschungsdatenmanagement und Langzeitarchivierung. In diesem Kontext wirkt sie als Convenorin der AG Datenzentren des Verbands Digital Humanities im deutschsprachigen Raum sowie als Komitee-Mitglied der AG Digitale Geschichtswissenschaften des Verbands der Historiker und Historikerinnen Deutschlands. Gleichzeitig ist sie Mitglied der Historischen Kommission für Sachsen-Anhalt und kooptiertes Vorstandsmitglied des Vereins für hallische Stadtgeschichte. Direkt engagiert sich Katrin Moeller zudem für Public History, Citizen Science und Vermittlung geschichtswissenschaftlichen Wissens, etwa durch die Beteiligung an Ausstellungen und Ausstellungskatalogen (z. B. Alte Burg Penzlin, Deutsches Historisches Museum, Singakademie Halle, Militärhistorisches Museum der Bundeswehr, Franckesche Stiftungen) oder in Kooperationsprojekten mit dem Verein für Computergenealogie oder dem Landesheimatbund Sachsen-Anhalt.

## Veröffentlichungen (Auswahl)
- „Dass Willkür über Recht ginge“. Hexenverfolgung in Mecklenburg im 16. und 17. Jahrhundert (= Hexenforschung. 10). Bielefeld 2007, ISBN 978-3-895-34630-9.
- mit Gudrun Gersmann, Jürgen-Michael Schmidt: Lexikon zur Geschichte der Hexenverfolgung. Historicum.net, 1997–2015.
- Hedwig Nottebohm: Rhythmik, Ausdruckstanz und Bewegungsschule (1919–1937) zwischen Avantgarde der Moderne und „Wiederherstellung des Berufsbeamtentums“. In: Jahrbuch für hallische Stadtgeschichte. 2019, S. 99–128.
- Standards für die Geschichtswissenschaft! Zu differenzierten Funktionen von Normdaten, Standards und Klassifikationen für die Geisteswissenschaften am Beispiel von Berufsklassifikationen. In: Janna Kittelmann, Anne Purschwitz (Hrsg.): Aufklärungsforschung digital. Konzepte, Methoden, Perspektiven. Halle 2019, S. 17–43.
- Aus den Zwängen des Korsetts? Zukunftsvorstellungen, Berufspläne und Lebensperspektiven von Jungen und Mädchen um 1900. In: Holger Zaunstöck, Claudia Weiss (Hrsg.): Moderne Jugend? Jungsein in den Franckeschen Stiftungen 1890–1933. Halle 2019, S. 95–109.
- mit Christina von Hodenberg: Die Stimmen der Alten. Die BOLSA-Forschungsdaten als Quellen der deutschen Zeitgeschichte. In: Zeithistorische Forschungen. 17, 2020, S. 403–421.